# Реттиховское сельское поселение
Реттиховское се́льское поселе́ние — сельское поселение в Черниговском районе Приморского края.
Административный центр — посёлок Реттиховка.

## История
Статус и границы сельского поселения установлены Законом Приморского края от 11 октября 2004 года № 146-КЗ «О Хорольском муниципальном районе»

## Население
| 2008  | 2010  | 2011  | 2012  | 2013  | 2014  | 2015  |
| ----- | ----- | ----- | ----- | ----- | ----- | ----- |
| 2669  | ↘2148 | ↘2143 | ↘2051 | ↘1970 | ↘1952 | ↘1907 |
| 2016  | 2017  | 2018  | 2019  | 2020  | 2021  |       |
| ↘1853 | ↘1785 | ↘1772 | ↘1695 | ↘1668 | ↘1342 |       |

## Состав сельского поселения
В состав сельского поселения входит один населённый пункт — посёлок Реттиховка.

## Местное самоуправление
Администрация
Адрес: 692393, пгт Реттиховка, ул. Центральная, 25. Телефон: 8 (42351) 26-2-62
Глава администрации
- Полещук Геннадий Владимирович